# 霍拉 (鲍里斯皮尔区)

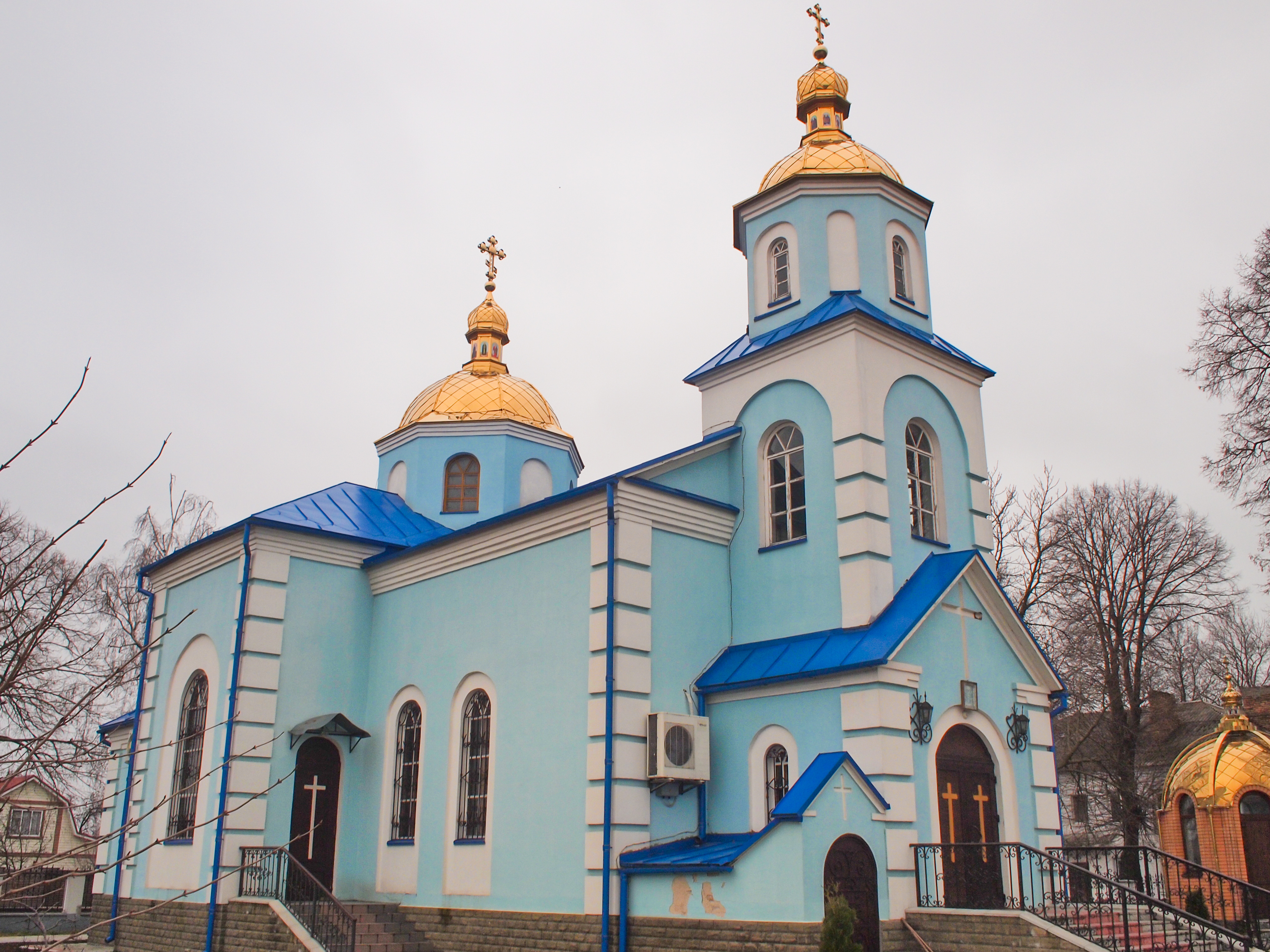
当地教堂

霍拉，又按俄语读音译为戈拉，是烏克蘭中北部基輔州鲍里斯皮尔区霍拉市镇内的村落及其行政中心。始建於1926年，面積3.31平方公里，海拔高度125米，2024年人口3,500，人口密度每平方公里1,044.7人。